# آبشار ماریمر
آبشار ماریمر (به انگلیسی: Marymere Falls) آبشاری است که در پارک ملی المپیک، ایالات متحده آمریکا واقع شده و ارتفاع کلی ریزشگاه آن ۹۰ پا است.